# Roeselia cramboidalis
Roeselia cramboidalis är en fjärilsart som beskrevs av De Toulgoët 1982. Roeselia cramboidalis ingår i släktet Roeselia och familjen trågspinnare. Inga underarter finns listade.